# فامپروفازون
فامپروفازون (انگلیسی: Famprofazone) که با نام های تجاری Gewodin و Gewolen تولید میشود توعی داروی ضدالتهاب غیراستروئیدی و جزء داروهای بدون نیاز به نسخه است.